# Göppingen
Göppingen est une ville souabe située en République fédérale d'Allemagne dans le Land du Bade-Wurtemberg et l'arrondissement de Göppingen. Ce chef-lieu d'arrondissement est le berceau de la famille de Hohenstaufen, qui donna plusieurs souverains au Saint-Empire romain germanique au cours du Moyen Âge.

## Histoire
| Appartenances historiques Comté de Wurtemberg 1273-1442 Comté de Wurtemberg-Stuttgart 1442-1482 Comté de Wurtemberg 1482-1495 Duché de Wurtemberg 1495-1803 Électorat de Wurtemberg 1803-1806 Royaume de Wurtemberg 1806-1918 République de Weimar 1918-1933 Reich allemand 1933-1945 Allemagne occupée 1945-1949 Allemagne 1949-présent |

La vallée du Fils était déjà fréquentée par des tribus de chasseurs-cueilleurs à l'âge de la pierre taillée (mésolithique). Les résultats de certaines fouilles laissent penser que la région était colonisée par l'Homme au néolithique, puis les vestiges (dans le lit mineur de la rivière) se multiplient lorsque l'on progresse vers l'âge du bronze et la Civilisation des champs d'urnes.
Les vestiges retrouvés au nord-est de la ville datent du premier Âge du Fer (800–480 av. J.-Chr.) ; et dans la forêt d’Oberholz, au Nord de la ville, on a mis au jour 30 tumulus. D’autres vestiges retrouvés au fond du Fils ont été datés, en fin, de l’époque de La Tène. Il y eut d’abord vers le milieu du IIe siècle, une fois qu'elle fut à l'abri de la ligne fortifiée du Camp romain d’Eislingen, et vraisemblablement à l’emplacement de l'église de l’Oberhofenkirche, une ferme romaine. Un siècle plus tard, les Alamans, qui par la suite colonisèrent la vallée, envahissaient la région. De cette période germanique primitive, on n'a retrouvé pour l’instant qu'une fibule et quelques débris tirés de tombes. On a retrouvé en revanche plusieurs cimetières d’époque mérovingienne, qui semblent avoir été ceux de villages à Oberhofen et Niederhofen (auj. quartier de Christophsbad).
Les toponymes dont la finale est en -ing(en) attestent de l'origine alémanique de la colonie : le fondateur de Göppingen était certainement un chef alaman nommé Geppo.
Les faits les plus anciens rapportés par écrit sur Göppingen nous viennent d'une chronique du XVIe siècle : elle nous apprend qu'en 1110 le comte Conrad de Wurtemberg fit donation de Göppingen à l’abbaye de Blaubeuren. Quant au plus vieux document mentionnant Göppingen, il est daté de 1154 et a été signé par l’empereur Barberousse. C'est vraisemblablement au cours de l'expansion urbaine caractéristique de la seconde moitié du XIIe siècle que Göppingen obtint le statut de ville, sur approbation des seigneurs de Staufeneck, baillis des ducs de Hohenstaufen dans l’Adelberg et du château fort de Hohenstaufen. L'aménagement de l’église d’Oberhofenkirche comme une basilique romane à trois absides date de cette époque. À la chute de la dynastie des Hohenstaufen, en 1273 ou 1274, la ville tomba aux mains des Wurtembergeois du comte Ulrich II, et devint peu après un octroi. Les comtes de Wurtemberg lui accordèrent le droit de battre monnaie en 1396. La première saline (Swalbrunnen) date de 1404 ; les eaux sulfureuses de la source étaient prisées pour leurs vertus thérapeutiques. Un incendie désastreux, survenu en 1425, n'aurait laissé qu'une seule maison indemne. Une dizaine d'années plus tard, le comte Ulrich V donna l'ordre de rebâtir l’Oberhofenkirche, puis en 1557 le duc Christophe fit reconstruire les bains, d'où le nom du quartier de Christophsbad. En 1617, l'ingénieur Heinrich Schickhardt construisit le premier pont de pierres franchissant le Fils. La construction de l'église fut entreprise l'année suivante.
Au cours de la guerre de Trente Ans, la ville fut frappée par les épidémies et les pillages : pour la seule année 1634-35, on y dénombre environ 1600 morts. Depuis 1650, la fin de cette période sombre est fêtée tous les ans à l'occasion du Jour de mai.

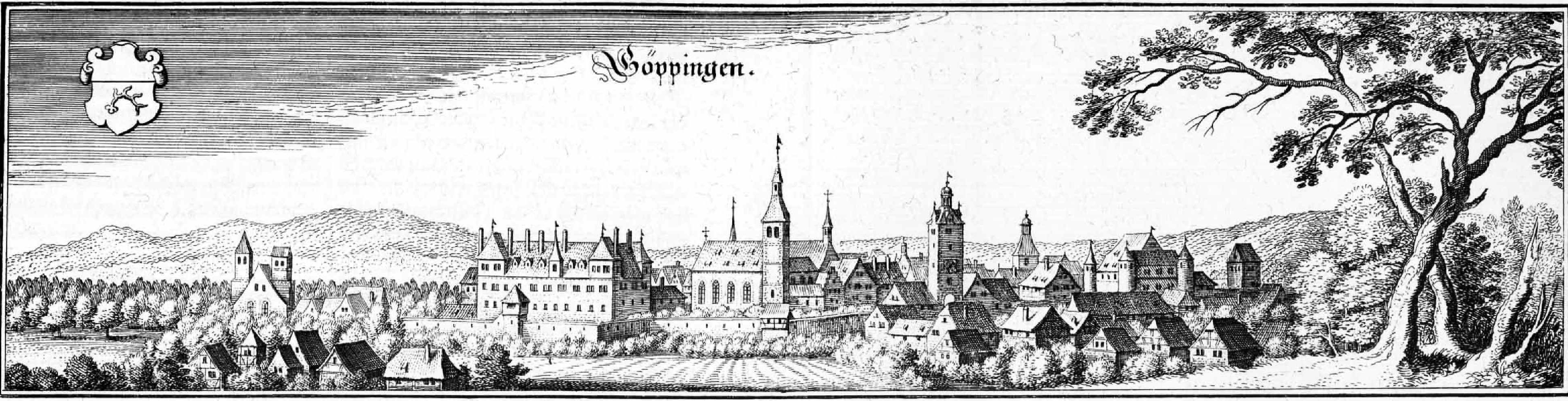
Göppingen au XVIIe siècle
Gravure de Matthäus Merian.

Le 25 août 1782, un nouvel incendie réduisit la ville de Göppingen en cendres ; on la reconstruisit selon un plan en damier très classique dessiné par Johann Adam Groß le Jeune, pour le compte du duc Charles-Eugène. Le dernier édifice reconstruit sera l'Hôtel de Ville, en 1785.
Au début du XIXe siècle Göppingen fut élevée au rang de haut-bailliage. Puis l'arrivée du chemin de fer, en 1847 amorça l'industrialisation. Le premier syndicat ouvrier date de 1848. Les antennes ferroviaires vers Schwäbisch Gmünd et Boll datent de 1911 et 1926 respectivement. La population dépassa les 20 000 habitants en 1901.
La première réforme administrative de 1938 avait fait de Göppingen le chef-lieu d’un arrondissement regroupant les anciens districts de Geislingen et de Göppingen. Deux mois avant la capitulation (le 1er mars 1945), un bombardement aérien fit 300 morts et détruisit 212 maisons.
Le 27 mai 1963, un hélicoptère de l’armée américaine s'écrasa au sol en tentant d’accrocher un crucifix au sommet du clocher de l'Eglise du Christ-roi. L'accident fit deux victimes.

## Démographie
Les chiffres de population par région sont des estimations, les données de recensement proviennent d'administrations allemandes (et ne comptent que les personnes ayant en cette ville leur résidence principale).
| Année               | Population |
| ------------------- | ---------- |
| 1600                | env. 2 000 |
| 1700                | 2 500      |
| 1760                | 2 912      |
| 1803                | 4 087      |
| 1843                | 5 530      |
| 1861                | 6 762      |
| 1er décembre 1871   | 8 649      |
| 1er décembre 1880 ¹ | 10 851     |
| 1er décembre 1890 ¹ | 14 352     |
| 1er décembre 1900 ¹ | 19 384     |
| 1er décembre 1910 ¹ | 22 373     |
| 16 juin 1925 ¹      | 22 017     |
| 16 juin 1933 ¹      | 23 007     |

| Année               | Population |
| ------------------- | ---------- |
| 17 mai 1939 ¹       | 30 322     |
| 1946                | 34 784     |
| 13 septembre 1950 ¹ | 39 329     |
| 6 juin 1961 ¹       | 48 937     |
| 27 mai 1970 ¹       | 47 973     |
| 31 décembre 1975    | 54 365     |
| 31 décembre 1980    | 53 347     |
| 27 mai 1987 ¹       | 52 151     |
| 31 décembre 1990    | 54 957     |
| 31 décembre 1995    | 58 086     |
| 31 décembre 2000    | 57 439     |
| 31 décembre 2005    | 57 771     |
| 31 décembre 2010    | 56 819     |

¹ Recensement

## Industrie
- Göppingen est le siège historique de la maison Märklin

## Monuments
- Ancienne synagogue, inaugurée en 1881 et détruite par les nazis en 1938.
- Ruines du Château de Hohenstaufen dans le quartier Hohenstaufen, qui a donné son nom à la famille des Hohenstaufen.

## Jumelages
Göppingen est jumelée avec :
- Italie: Foggia (Apulie, 1971)
- Autriche : Klosterneuburg, au nord de Vienne (1971)
- Allemagne de l'Est : Sonneberg en Thuringe (1990) ; comme Göppingen (usine Märklin), cette ville fabrique traditionnellement des jouets en bois réputés.
- France : Pessac (2000)

## Personnalités liées à la ville
- Frieder Birzele (1940-2023), homme politique allemand.
- Uwe Ernst (1947-), peintre allemand.
- Jurgen Klinsmann (1964-), footballeur, international allemand.